# Yvonne Fletcher
Yvonne Joyce Fletcher (15. juni 1958 – 17. april 1984) , var en engelsk politikvinde, der blev dræbt foran Libyens ambassade i London. Hun var på stedet med ca. 30 andre politifolk, fordi der blev demonstreret mod Libyens regering, da der pludselig blev skudt fra ambassadens område mod demonstranterne. En række demonstranter blev ramt, og Yvonne Fletcher – der i øvrigt også var ubevæbnet – blev dræbt. Episoden gjorde at den britiske regering i en periode frøs alle diplomatiske forbindelser med styret i Libyen.